# 헐크 호건
헐크 호건(영어: Hulk Hogan, 본명: 테리 진 볼리아, 본명 영어: Terry Gene Bollea, 1953년 8월 11일 ~ 2025년 7월 24일)은 미국의 프로레슬러이다. 현재의 WWE를 비롯한 프로레슬링 산업에 큰 영향을 끼친 인물로 WWE에서 활동하고 있지만 고령의 나이와 건강 문제로 인해 자주 출연하지는 못했다. 키는 WWE 공식 프로필 상 6피트 7인치(약 201cm)이다. 원래는 201cm였지만 잦은 부상으로 인해 척추 수술을 여러 번 받은 결과 키가 193cm까지 줄어들었다.
2012년 그는 자신의 SNS에서 흑인 인종차별적 언행으로 2015년 8월 WWE 명예의 전당에서 퇴출되었으나 2017년 다시 복권되었다. 2015년 8월 도널드 트럼프의 러닝메이트가 되어 부통령이 되고 싶다는 발표를 하기도 했다.
2025년 7월 24일 플로리다주 클리어워터에 위치한 자택에서 심장마비로 인해 쓰러져 병원으로 이송 중 향년 71세의 나이로 사망했다.

## 사생활
자녀로는 딸 브룩 호건과 아들 닉 호건이 있다. 하지만 사치스러운 전처 때문에 재정적 어려움을 겪기도 했으며 교통사고를 일으켜 고가의 명품차량을 폐차시킨 아들 닉 호건은 교통사고 상습범으로 교도소에 수감되기도 했다. 헐크 호건은 힘들게 번 돈이 너무나 허무하게 지출되는 것을 견디다 못한 나머지 이혼했다. 하지만 헐크 호건이 이혼하자마자 20살 연하의 여성과 재혼한 것과 친구의 부인과 불륜 관계를 맺고 성관계 영상이 공개된 것으로 인해 상당한 논란을 일으켰으며 자신의 딸이 흑인과 성관계를 갖고 있다고 말하며 인종 비하 단어들을 잇따라 사용해 잇따라 비난을 받았다.